# Palmans-Cras
Palmans-Cras war ein belgisches Radsportteam. Es beschäftigte sowohl Straßenradfahrer als auch Cyclocross-Fahrer.
Die Mannschaft wurde 1993 unter dem Namen Primator-Palmans gegründet. In den nächsten Jahren fungierten neben Palmans verschiedene Unternehmen als Sponsoren, wie Inco Coating, Ipso, Lystex, Ideal und Cras. Ende 2003 löste sich die Mannschaft auf und der Manager Charles Palmans tat sich mit der Mannschaft MrBookmaker.com zusammen. Seit 2006 bestand das Team unter dem Namen Palmans-Collstrop wieder als Continental Team. Nach der Saison 2010 löste sich das Team auf. Das Team ist nicht zu verwechseln mit dem Team Collstrop, mit welchem Palmans 2001 fusionierte.

## Saison 2010

### Erfolge in der Europe Tour
| Datum      | Rennen                         | Kat. | Sieger        |
| ---------- | ------------------------------ | ---- | ------------- |
| 8. August  | Dwars door de Antwerpse Kempen | 1.2  | Aidis Kruopis |
| 15. August | Antwerpse Havenpijl            | 1.2  | Rob Goris     |
| 29. August | Schaal Sels                    | 1.1  | Aidis Kruopis |

### Erfolge im Cyclocross 2009/2010
| Datum       | Rennen                                   | Fahrer     |
| ----------- | ---------------------------------------- | ---------- |
| 18. Oktober | VII Ciclocross de Villarcayo, Villarcayo | Stijn Huys |

### Zugänge – Abgänge
| Zugänge             | Team 2009                  | Abgänge                | Team 2010        |
| ------------------- | -------------------------- | ---------------------- | ---------------- |
| Geoffrey Coupé      | Revor-Jartazi              | Andy Cappelle          | Verandas Willems |
| Egidijus Juodvalkis | Team Piemonte              | Dieter Cappelle        | Verandas Willems |
| Aidis Kruopis       | Team Piemonte              | Sjef De Wilde          | Verandas Willems |
| Joop de Gans        | Babes Only-Flanders (2007) | Bjorn Coomans          | Unbekannt        |
| Steffen Borremans   | Neoprofi                   | Stijn Hoornaert        | Unbekannt        |
| Rob Goris           | Neoprofi                   | Kenny Van Der Schueren | Unbekannt        |

### Mannschaft
| Name                | Geburtstag        | Nationalität | Team 2011                 |
| ------------------- | ----------------- | ------------ | ------------------------- |
| Steffen Borremans   | 11. Juni 1988     | Belgien      |                           |
| Geoffrey Coupé      | 26. Januar 1981   | Belgien      | Team WorldofBike.Gr       |
| Jurgen François     | 26. März 1985     | Belgien      | Colba-Mercury             |
| Joop de Gans        | 12. April 1984    | Niederlande  | Team Eddy Merckx-Indeland |
| Rob Goris           | 15. März 1982     | Belgien      | Veranda’s Willems-Accent  |
| Stijn Huys          | 6. Mai 1986       | Belgien      |                           |
| Egidijus Juodvalkis | 8. April 1988     | Litauen      | Landbouwkrediet           |
| Aidis Kruopis       | 26. Oktober 1986  | Litauen      | Landbouwkrediet           |
| Stijn Mortelmans    | 18. Februar 1989  | Belgien      |                           |
| Geert Omloop        | 12. Februar 1974  | Belgien      | Karriereende              |
| Tom Van Becelaere   | 7. Januar 1982    | Belgien      | Colba-Mercury             |
| Timothy Vangheel    | 26. August 1986   | Belgien      | Colba-Mercury             |
| Jean Zen            | 20. Dezember 1981 | Frankreich   | Team WorldofBike.Gr       |
| Stagiaires          | Stagiaires        | Nationalität | Nationalität              |
| Jimmy Janssens      | Jimmy Janssens    | Belgien      |                           |
| Kevin Van Dyck      | Kevin Van Dyck    | Belgien      |                           |

## Platzierungen in UCI-Ranglisten
UCI Africa Tour
| Saison | Mannschaftswertung | Fahrerwertung         |
| ------ | ------------------ | --------------------- |
| 2009   | -                  | -                     |
| 2010   | 12.                | Geoffrey Coupé (141.) |

UCI Europe Tour
| Saison | Mannschaftswertung | Fahrerwertung                |
| ------ | ------------------ | ---------------------------- |
| 2006   | 120.               | Christophe Roodhooft (1235.) |
| 2007   | 53.                | Bobbie Traksel (79.)         |
| 2008   | 97.                | Matti Helminen (332.)        |
| 2009   | 50.                | Geert Omloop (122.)          |
| 2010   | 31.                | Aidis Kruopis (28.)          |